# Von Engeln und Schweinen
Von Engeln und Schweinen ist das Debütalbum des deutschen Musikers Felix Meyer, welches am 14. Mai 2010 veröffentlicht wurde. Das Album wurde von Peter Hoffmann (u. a. Tokio Hotel) unter dem Label HoPla-reloaded produziert.

## Entstehung
Peter Hoffmann hörte Meyer und seine Band bei einem Straßenkonzert in Lüneburg und lud sie für Aufnahmen zu sich und Franz Plasa in die HOME Studios nach Hamburg ein. Die Aufnahmen dauerten etwa zwei Jahre.
Neben Eigenkompositionen hat Felix Meyer auch zwei französischsprachige Titel mit deutschen Texten gecovert. "La Corrida" (Die Corrida) von Francis Cabrel und "Le vent nous portera" (Der Wind trägt uns davon) von Noir Désir.

## Titelliste
| #   | Titel                          | Länge |
| --- | ------------------------------ | ----- |
| 1.  | Zum Schluss                    | 2:41  |
| 2.  | Zeitgeist                      | 3:19  |
| 3.  | Antworten, Erfahrungen         | 2:22  |
| 4.  | Die Corrida                    | 4:24  |
| 5.  | Hilflosigkeit mystischer Wesen | 2:59  |
| 6.  | Der reichste Mann              | 3:11  |
| 7.  | Nordwind                       | 4:47  |
| 8.  | Von Engeln und Schweinen       | 3:34  |
| 9.  | Mehr                           | 3:00  |
| 10. | Der Wind trägt uns davon       | 4:01  |
| 11. | Früher mal gelebt              | 2:44  |
| 12. | Kaffee an’s Bett               | 4:20  |

## Besetzung
- Felix Meyer – Gesang
- Benjamin Albrecht – Piano, Orgel, Akkordeon
- Olaf Niebuhr – Gitarre, Banjo
- Erik Manouz – Gitarre, Percussion
- Sebastian Brand – Bass, Kontrabass
- Niklas Neßelhut – Schlagzeug, Percussion

## Rezeption
Stefan Maelk vom MDR bezeichnet Meyers Texte als „eine Mischung aus Landstreicher-Romantik und Gesellschaftsanalyse“.
Die Berliner Morgenpost rezensierte das Album mit: „Deutscher Rock mit Ecken und Kanten statt glattem Pop“.